# 卡普拉科塔
卡普拉科塔（義大利語：Capracotta），是意大利伊塞尔尼亚省的一个市镇。总面积42平方公里，人口961人，人口密度22.9人/平方公里（2009年）。ISTAT代码为094006。